# Héctor Olivera
Héctor Olivera (Olivos, 5 de abril de 1931) é um cineasta, produtor e roteirista argentino.
Ele trabalha principalmente no cinema da Argentina, mas contribuiu para inúmeros filmes nos Estados Unidos.